# Dania Ramírez
Dania Jissel Ramírez (Santo Domingo, 8 november 1979) is een actrice uit de Dominicaanse Republiek. Ze maakte haar film- en acteerdebuut als Jay-Z's vriendin in Streets Is Watching. Later speelde ze onder meer Callisto in X-Men: The Last Stand en de bovennatuurlijk begaafde Maya Herrera in de televisieserie Heroes.
Ramírez kon door haar afkomst en bijpassende tint in 2007 doorgaan voor de Puerto Ricaanse Ana, het vriendinnetje van hoofdpersonage Wilson DeLeon in Illegal Tender. In 2008 speelde ze vervolgens Sadie in Quarantine, een Amerikaanse remake van het Spaanse [REC].
Ramírez trouwde in februari 2013 met Bev Land, met wie ze later dat jaar een zoon en een dochter (tweeling) kreeg.

## Filmografie
*Exclusief televisiefilms
- Jumanji: The Next Level (2019)
- Suicide Squad: Hell to Pay (2018, stem)
- Off the Menu (2018)
- Lycan (2017)
- Mojave (2015)
- Premium Rush (2012)
- American Pie: Reunion (2012)
- Quarantine (2008)
- The Fifth Commandment (2008)
- Ball Don't Lie (2008)
- Illegal Tender (2007)
- X-Men: The Last Stand (2006)
- Fat Albert (2004)
- She Hate Me (2004)
- Cross Bronx (2004)
- 25th Hour (2002)
- Streets Is Watching (1998)

## Televisieseries
*Exclusief eenmalige gastrollen
- Sweet Tooth - Aimee (2021, 8 afleveringen)
- Tell Me a Story - Hannah Perez (2018-2019, tien afleveringen)
- Once Upon a Time - Cinderella (2017-2018, 22 afleveringen)
- Devious Maids - Rosie Falta (2013-2016, 49 afleveringen)
- Entourage - Alex (2010, negen afleveringen)
- Heroes - Maya Herrera (2007-2008, vijftien afleveringen)
- The Sopranos - Blanca Selgado (2006-2007, vijf afleveringen)
- Buffy the Vampire Slayer - Caridad (2003, drie afleveringen)

- Biblioteca Nacional de España: XX4779064
- Bibliothèque nationale de France: cb16208450x (data)
- Gemeinsame Normdatei: 1032687541
- International Standard Name Identifier: 0000 0001 2207 3225
- Library of Congress Control Number: no2005045200
- Système universitaire de documentation: 176184899
- Virtual International Authority File: 169869086
- WorldCat: E39PBJx8FW7c9Q4FBkdgXGxxDq